# Острво Проти
Проти (грч. Πρώτη, Први) или Киналиада (тур. Kınalıada) четврто је по величини острво у архипелагу Принчевских острва, у Мраморном мору, у близини Истанбула. На њему живи 3318 становника (2000).

## Географија
Проти је најближе острво Истанбулу, oтуда му и назив на грчком - Прво. Удаљено је од луке 6,5 км. Растојање до анадолског дијела Истанбула је 3,5 км. 
Земља на острву је црвенкасте боје због присуства руде жељеза и бакра, која се некада вадила овдје. Отуда потиче турски назив острва - Киналиада, што у преводу значи Острво-кана. 
Највиша кота је на 115 м надморске висине. Jедно је од најмање пошумљених острва у архипелагу.
Острво  сe протеже скоро 1,5 км у дужину и 1,1 км у ширину. Оно је четврто по величини Принчевско острво. 
Имају три већа брда на острву. Чинар, положен на западном дијелу острва, Тешвикие (115 м), одмах до Чинара, и Христо-Пик (93 м), на чијем врху се налази монастир Христо.
На острву се налази неколико православних манастира, који су данас већином у рушевинама.
Становници живе од риболова и туризма.

## Историја
Најстарији помен острва је с краја 2. вијека прије нове ере. Артемидор Ефески, грчки географ, пише о „острву које се зове Прво“ („...νήσον Πρώτα λεγομένην“).
Стефан Византијски, филозоф-неоплатоничар и граматик, спомиње да су острво називали Аконитис или Аконаи, јер има стјеновито и глиновито тло са кога је набављано камење погодно за оштрење метала.
Касније су на острву подигнута три манастира: „Доњи манастир“ у близини рибарског насеља, „Преображењски манастир“, на врху острва, и мали „Манастир Варданиоу“ у близини луке. 
У раном византијском периоду развило се мало насеље на источној страни острва, гдје постоји заштићена мала лука. Ово се закључује из бројних пронађених гробница и других археолошких ископина. Мјесто је насељено углавном рибарима и поморцима. Међутим, у стрмим и неприступачним источним и сјеверозападним подручјима Протија било је много отшелникa.
Острво је пљачкано два пута: при првом паду Цариграда, 1204. године, од стране крсташа Четвртог крсташког рата, и 1302. године, од стране латинских гусара.

## Мјесто прогонства
У византијском периоду, острво је најчешће коришћено као мјесто прогонства. Најзнаменитији изгнаници били су: 
- патријарх Вардан, по коме је манастир Варданос добио име, прогнан 803. године;
- царица Ирина (око 752—803), прогнана 802. године;
- царица Теодосија, са телом убијеног супруга Лава и четворо својих синова (сви касније кастрирани), прогнани 820. године;
- цар Михаило I Рангабе (око 770—844), добровољно сишао са власти 813. године и замонашио се у Доњем манастиру, у којем је живио до смрти;
- цар Роман I Лакапин (870—948), прогнан 944. године;
- његови синиви Стефан и Константин, прогнани 40 дана послије оца, 945. године;
- царица Теофано (10. век), прогнана 969. године;
- цар Роман IV  Диоген (око 1030-1072), послије пораза у боју код Манцикерта збачен са власти, осљепљен и послан на острво у изнанство гдје је убрзо умро од сепсе.

## Поствизантијско доба
Османлије су острво прозвали Кесире и Кинали и са тим именом је забиљежено у попису становништва из 1563. године. У то вријеме острво је имало 63 становника, који су одржавали винограде и баште.
Године 1624. напали су га Донски козаци, који су пљачкали обале Босфора и околну област. И поред напада, у попису из 1641. године, помиње се 100 кућа с виноградима и усјевима и један манастир.
Свети новомученик Анђел, златар по занимању, посечен мачем у Цариграду 1680. године. Порта издаде наређење да се тело светог мученика баци у море. Ово наређење имао је да изврши Мусурага. Хришћани дознавши за то, поткупише Мусурагу, и дођоше до светих моштију светог мученика на следећи начин. Мусурагини људи натоварише у један чамац тело светог мученика и испловише на пучину; тамо их хришћани сачекаше у своме чамцу и примише свете мошти. Потом их хришћани чесно и богобојажљиво сахранише на острву Протису у тамошњем манастиру. Његово страдање описао је Јован Кариофилис.
Почетком 18. вијека манастир је имао много дугова и због тога је управљање његовом имовином додијељено хиоским трговцима. Међутим, острво је почело да се напушта и 1743. године је потпуно напуштено, а његово село је пропало.
Око 1761. године, цариградски патријарх Јоаникије III Караџа продао је Проти заједно са манастиром Преображења Спаситељева господару Питариса, господину Диамантису, који га је продао Александру Ипсилантију, владару Влашке, припаднику фанариотског аристократског реда Ипсиланти. До двадесетих година 20. вијека, острво је било у саставу манастира Камариотиса на Халки.
На Благовијести, 25. марта 1814. године, овдје је, у храму Спасовог Преображења, погребен новомученик Христов Јевтимије. Њега је, три дана након погубљења, ивиронски монах Григирије, пратилац и свједок Јевтимијевог добровољног мучеништва, откупио од власти и пренио из Цариграда на Проти.

## Новије доба
Напуштено острво поново су населили 1828-1830. године неправославни Јермени. Онда су се насељавали и Грци. Како је грчка заједница расла, саградила је храм Рођења Пресвете Богородице на мјесту гдје се некада налазио Доњи манастир. Основана је и троразредна школа. Цркву је саградила и јерманска заједница, која је била бројнија од грчке.
Године 1906, у оквиру манастира Преображења Спаситељевог, основано је „Народно сиротиште за дјевојчице“.
Иако су током 20. вијека Грци, Турци и Јермени саградили виле, мјесто није изгубило рибарски карактер. Острво је било љетовалиште богатих породица. Дуги низ година луксузним хотелом „Чахаб“ управљала је истоимена јерменска породица. Хотел је срушен 1960. године.

## Становништво
Проти је, као и увијек, имала најмању по броју грчку заједницу Принчевских острва - свега 50 становника.
У прошлости је постојала трогодишња школа, која је због недостатка ученика била затворена. Једина грчка црква на острву је црква Рођења Пресвете Богородице, која има 50 парохијана. 
Већина становништва на острву су Јермени.

## Транспорт
До острва се може доћи трајектом, који полази из Кабаташа, на европској страни града. Путовање траје 40 минута. 
На острву нема аутомобилског саобраћаја. Основно превозно средство су запрежна кола, фијакери и бицикли.

## Галерија
| - Поглед на луку - Центар града - Поглед на острво - Киналиада - Џамија на Киналиади |